# Pēteris Stučka

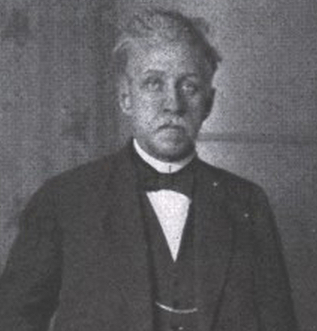
Pēteris Stučka in 1918

Pēteris Stučka (Russisch: Пётр Иванович (Янович) Стучка; Pjotr Ivanovitsj Stoetsjka) (Pakuli bij Aizkraukle, 14 juli (juliaanse kalender) / 26 juli (gregoriaanse kalender) 1865 - Moskou, 25 januari 1932) was een Letse advocaat en politicus. Hij was president van de Letse Socialistische Sovjetrepubliek in 1919 en van 1923 tot 1932 eerste volkscommissaris van Justitie van de Sovjet-Unie.

## Leven
Stučka werd op 14 juli 1865 geboren als de zoon van een leraar op het landgoed Pakuli nabij de huidige stad Aizkraukle in de gemeente Koknēse van het toenmalige gouvernement Lijfland.
Na het afsluiten van de middelbare school in 1884 studeerde hij aan de Faculteit der Rechtsgeleerdheid van de Universiteit van Sint-Petersburg. Gedurende deze tijd werd hij geconfronteerd met revolutionaire ideeën en begon illegale literatuur te lezen. Na zijn afstuderen in 1888 dirigeerde Stučka, vanaf 18 oktober tot aan zijn arrestatie in 1897, samen met de Letse dichter Rainis (Jānis Pliekšāns) de publicatie van het Letse Dagblad (lett: Dienas lapa). Hij was getrouwd met Dora Pliekšāne, de zus van Rainis.
Na zijn afstuderen werkte Stučka als jurist en werd een actieve leider van de Letse intelligentsia.
Van 1895 wijdde Stučka zich aan de sociaaldemocratische beweging, in het Lets "nieuwe stroming" (jaunstrāvnieki) genoemd. Vanwege zijn actieve verspreiding van de revolutionaire ideeën werd Stučka in 1897 gearresteerd en voor vijf jaren ballingschap in het gouvernement Vjatka gestuurd.
Na terugkeer uit de ballingschap zette hij zijn advocatenkantoor voort. In 1904 werd hij lid van het Centraal Comite van de Letse Sociaal-Democratische Partij en in 1906 lid van de sociaaldemocraten van het Letse grondgebied. Van 1905 tot 1907 nam hij deel aan de Russische Revolutie. Als gevolg hiervan verdedigde hij als advocaat voornamelijk gearresteerde revolutionairen.
Van 1911-1914 schreef Stučka artikelen voor de bolsjewistische kranten Zvezda (Звезда, Ster) en Pravda (Правда, Waarheid). Hij nam actief deel aan de Februarirevolutie van 1917 en werd de leider van de bolsjewieken in Letland. Hij verdedigde de noodzaak van het samenvoegen van het autonome Letland met Rusland.

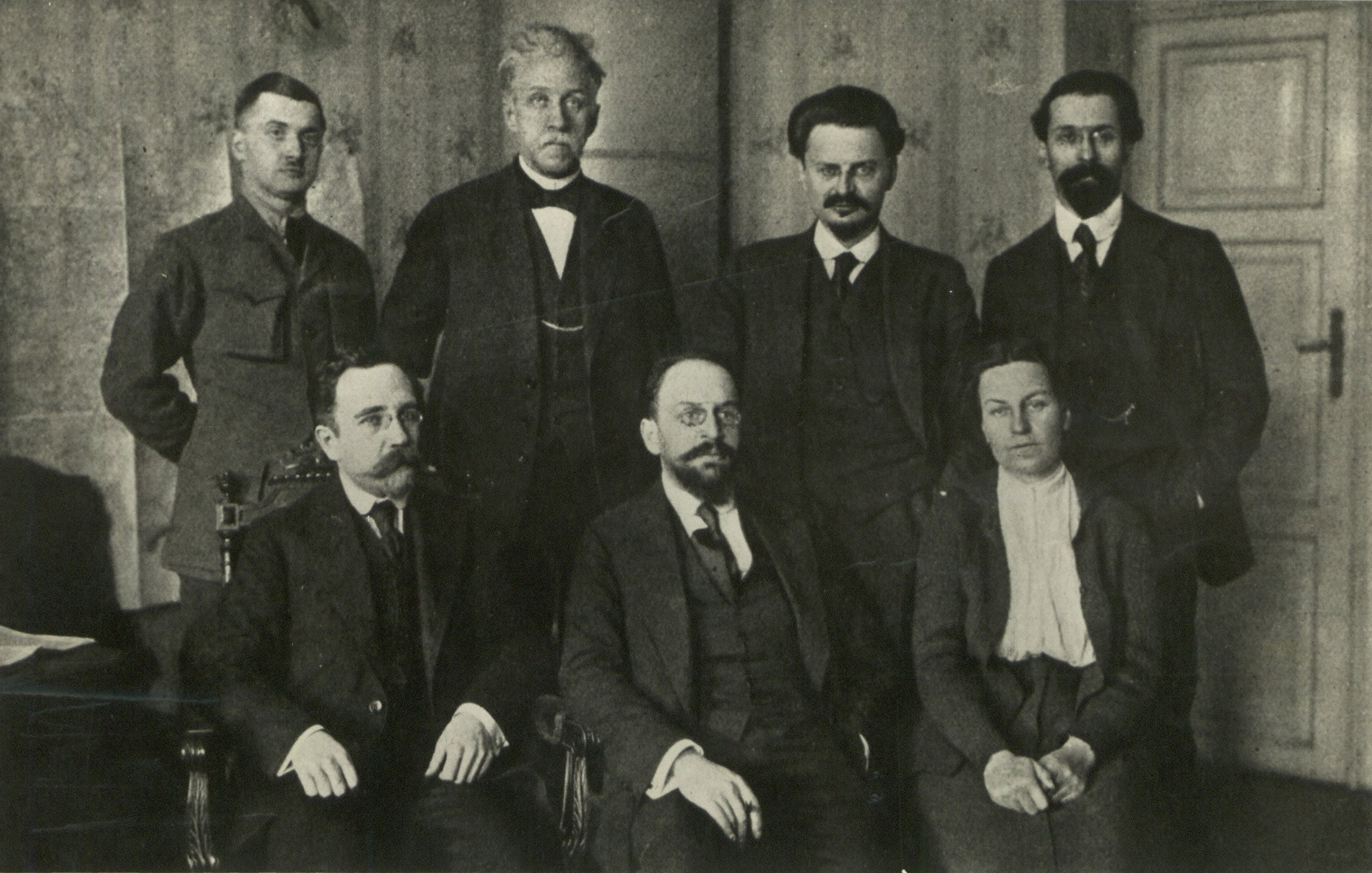
Stučka (achter, 2e van links) bij de vredesonderhandelingen in Brest-Litovsk

Na de Oktoberrevolutie van 1917 werd Stučka de eerste volkscommissaris voor Justitie.
Op 15 januari 1919 werd hij voorzitter van de Letse Socialistische Sovjetrepubliek en stelde een grondwet naar het model van de Russische Socialistische Federatieve Sovjetrepubliek op. Hiermee zouden de Letten "in nauwe broederlijke verbintenis de gemeenschappelijke strijd tegen de buitenlandse imperialisten" moeten voeren. 
De korte periode van zijn bewind werd vooral gekenmerkt door terreur tegen klassenvijanden. Als gevolg van de rampzalige verzorgingssituatie - voedingsmiddelen werden in beslag genomen en naar Rusland gestuurd - verloor hij ook de steun van de onderste lagen van de samenleving.
Op 22 mei 1919 vluchtte hij met zijn regering uit Riga. De LSSR beheerste nog slechts een klein gebied in Letgallen. 
Van 6 maart 1919 tot 13 januari 1920 was hij voorzitter van de Letse Communistische Partij. Op deze dag werd de al uit Letland verdreven Sovjet-regering opgeheven. Dit maakte de weg vrij voor een vredesverdrag tussen de Sovjet-Unie en de Republiek Letland.
In 1920 leidde hij in Moskou de publicatie van de eerste Sovjet-encyclopedie 'Staat en Recht'. Hij had aanzienlijk invloed op de ontwikkeling van het strafrecht, de strafvordering, arbeidsrecht en familierecht in de Sovjet-Unie.
Van januari 1923 tot aan zijn dood was Stučka de eerste voorzitter van de Hoge Raad van de USSR.
Na de dood van Stučkas werd zijn urn bij de Kremlinmuur in Moskou begraven.